# Geochelone chilensis
Geochelone chilensis је гмизавац из реда корњача и фамилије Testudinidae.

## Угроженост
Ова врста се сматра рањивом у погледу угрожености врсте од изумирања.

## Распрострањење
Врста има станиште у Аргентини и Парагвају.

## Станиште
Станиште врсте су слатководна подручја.